# 白露河
白露河，古称淠水、沘水，是淮河中游右岸一条支流，位于河南省东南部。因白鹭甚多曾名“白鹭河”。全长136公里，流域面积2238平方公里。

## 干流概况
白露河发源于河南省新县东南部沙窝镇小界岭北麓，蜿蜒北流经光山县东南，沿商城县与光山县及潢川县边界，之后南北纵贯潢川县东部，最后沿着淮滨县与固始县边界直至汇入淮河。

## 流域概况
白露河流域地处北亚热带向暖温带过渡地带，降水充沛，四季分明。流域内地势西南高东北地。1950～2000年间。多年平均径流深612毫米。自20世纪70年代中期以后径流量呈下降趋势，枯水期接近断流。流域内水旱灾害频发。
白露河主要支流有小汪河、铜山河、蚂蚁河、紫泥河、春河和期思河等。